# Psychotria sidamensis
Psychotria sidamensis är en måreväxtart som beskrevs av Georg Cufodontis. Psychotria sidamensis ingår i släktet Psychotria och familjen måreväxter. Inga underarter finns listade i Catalogue of Life.